# گای گاردنر
گای گاردنر (به انگلیسی: Guy Gardner (astronaut)) فضانورد اهل کشور ایالات متحده آمریکا است که در ۶ ژانویهٔ ۱۹۴۸ میلادی در آلتاویستا، ویرجینیا زاده شد. وی در مأموریت اس‌تی‌اس-۲۷، اس‌تی‌اس-۳۵ حضور داشته است.